# Archiwum Historii Filozofii i Myśli Społecznej
Archiwum Historii Filozofii i Myśli Społecznej – rocznik specjalizujący się w badaniach nad historią filozofii i idei wydawany nieprzerwanie od 1957 (po likwidacji Myśli Filozoficznej) przez Instytut Filozofii i Socjologii PAN. 
Specjalizuje się w badaniach nad historią filozofii i historią idei (pismo wyrasta z tradycji Warszawskiej Szkoły Historii Idei) oraz historią myśli społecznej. Czasopismo założone przez Leszka Kołakowskiego, Jana Garewicza i Bronisława Baczkę jest najdłużej ukazującym się bez przerwy w funkcjonowaniu polskim czasopismem filozoficznym.
Od początku istnienia „Archiwum Historii Filozofii i Myśli Społecznej” opublikowano w nim ponad 700 tekstów naukowych. W czasopiśmie oryginalne teksty publikowali znakomici naukowcy: m.in.: Bronisław Baczko, Zygmunt Bauman, Stanisław Borzym, Izydora Dąmbska, Tadeusz Gadacz, Jan Garewicz, Helmut Holzhey, Leszek Kołakowski, Tadeusz Kroński, Zbigniew Kuderowicz, Ludwig Landgrebe, Stefan Morawski, Zbigniew Ogonowski, Jan Patocka, Otto Póggeler, Krzysztof Pomian, Gottfried Schramm, Marek Siemek, Barbara Skarga, Jerzy Szacki, Lech Szczucki, Karol Tarnowski, Władysław Tatarkiewicz, Józef Tischner, Karol Toeplitz, Andrzej Walicki. Ukazywały się pierwodruki i wznowienia prac klasyków polskiej filozofii i myśli społecznej, m.in. Cieszkowskiego, Czartoryskiego, Elzenberga, Kamieńskiego, Kołłątaja, Massoniusa, Potockiego, Struvego, Szaniawskiego, Trentowskiego, Twardowskiego, Witkiewicza. Publikowano przekłady prac klasyków filozofii światowej, m.in.: Cassirera, Diderota, Husserla, Leibniza, Marksa, Ockhama, a także ogromną liczbę wysokiej jakości, często pionierskich opracowań historyczno-filozoficznych z naciskiem na historię polskiej myśli filozoficznej i społecznej.
Obecnie redaktorem naczelnym pisma jest Seweryn Blandzi.